# Nevşehir (province)
La province de Nevşehir est une des 81 provinces (en turc : il, au singulier, et iller  au pluriel) de la Turquie.
Sa préfecture (en turc : valiliği) se trouve dans la ville éponyme de Nevşehir.

## Géographie
Sa superficie est de 6 570 km2.

## Population
Au recensement de 2000, la province était peuplée d'environ 309 914 habitants, soit une densité de population d'environ 47 hab./km2.
| 2000    | 2001    | 2002    | 2003    | 2004    | 2005    | 2006    | 2007    | 2008    |
| ------- | ------- | ------- | ------- | ------- | ------- | ------- | ------- | ------- |
| 275 262 | 276 309 | 276 971 | 277 514 | 278 138 | 278 814 | 279 498 | 280 058 | 281 699 |

| 2009    | 2010    | 2011    | 2012    | 2013    | 2014    | 2015    | 2016    | 2017    |
| ------- | ------- | ------- | ------- | ------- | ------- | ------- | ------- | ------- |
| 284 025 | 282 337 | 283 247 | 285 190 | 285 460 | 286 250 | 286 767 | 290 895 | 292 365 |

| 2018    | 2019    | 2020    | 2021    | 2022    | 2023    | - | - | - |
| ------- | ------- | ------- | ------- | ------- | ------- | - | - | - |
| 298 339 | 303 010 | 304 962 | 308 003 | 310 011 | 315 994 | - | - | - |

## Administration
La province est administrée par un préfet (en turc : vali).

## Subdivisions
La province est divisée en 8 districts (en turc : ilçe, au singulier).